# UDFj-39546284
UDFj-39546284是一个位于天炉座，距离地球132亿光年的星系，也就是说该星系形成于宇宙大爆炸之后4.8亿年。在2011年至2012年曾经是人类史上观测到的最古老的星系。体积是银河系的百分之一 。
该星系由哈伯太空望遠鏡上的第三代廣域照相機（WFC3）探测到，美国和欧洲的研究人员在哈伯超深空数据中发现了这个红移值z≈10的星系，其后持续修正至11.58，但和UDFy-38135539不同的是UDFj-39546284未经光谱证实。

### 图集

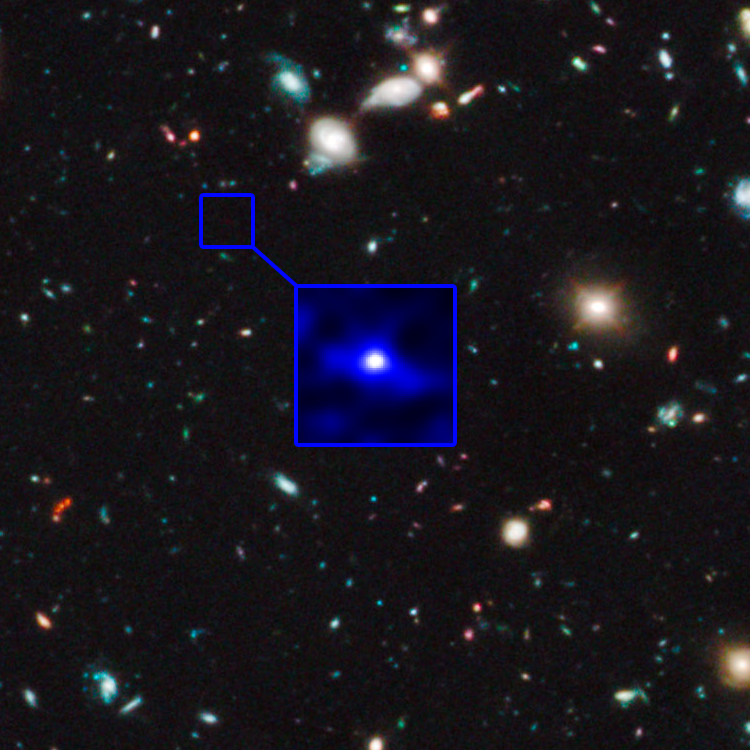
UDFj-39546284
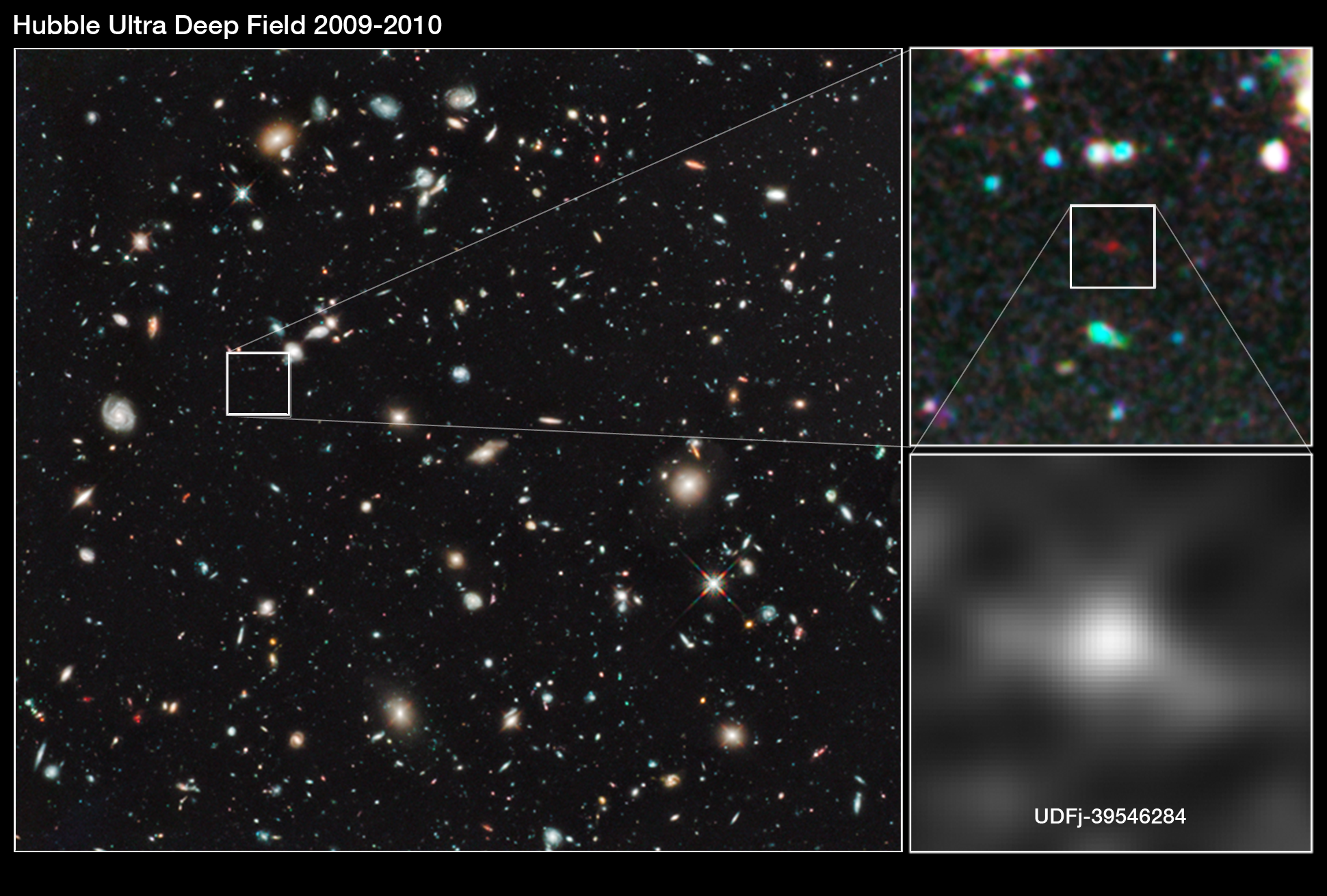
UDFj-39546284
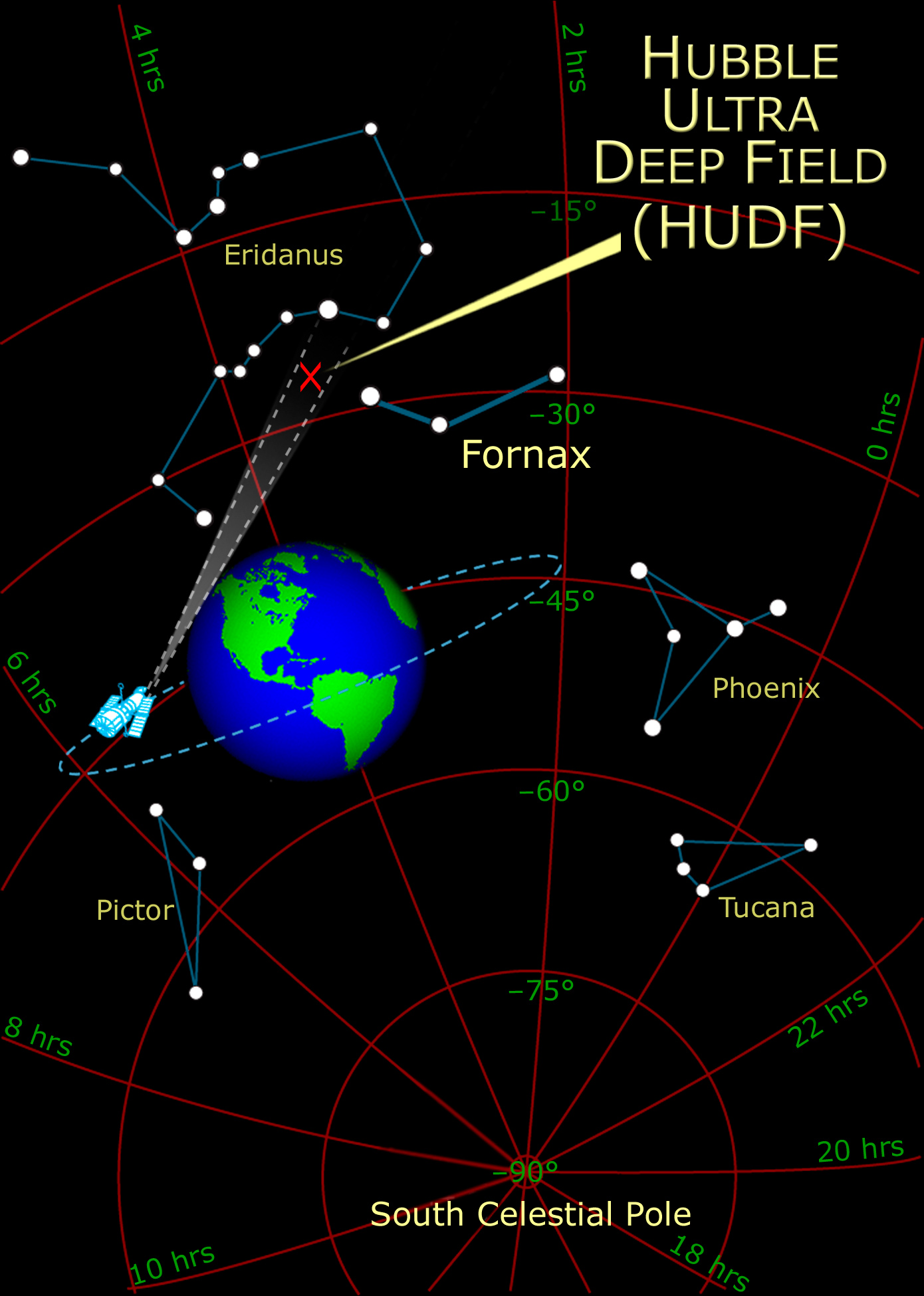